# Paracyathus indicus
Espèce
Statut CITES
Paracyathus indicus est une espèce de coraux appartenant à la famille des Caryophylliidae.

## Liste des sous-espèces
Selon World Register of Marine Species (27 septembre 2015) :
- sous-espèce Paracyathus indicus gracilis Alcock, 1893
- sous-espèce Paracyathus indicus indicus Duncan, 1899